# کارگروه درآمد دولتی ارمنستان

نشان‌واره کارگروه درآمد دولتی ارمنستان

کارگروه درآمد دولتی ارمنستان (انگلیسی: State Revenue Committee (SRC) ارمنی: պետական եկամուտների կոմիտե) اداره مالیات و گمرک دولت ارمنستان است که مقر آن در ایروان است. کمیته درآمد دولتی نهاد تنظیم‌کننده‌ای است که بر اساس قوانین ارمنستان برای تنظیم خدمات مالیاتی، مقررات گمرکی و خدمات گمرکی در ارمنستان تأسیس شده است. این کمیته از نزدیک با بانک مرکزی ارمنستان همکاری می‌کند و به‌طور مستقیم بر خدمات گمرکی ارمنستان و خدمات مالیاتی ارمنستان نظارت می‌کند.

## همکاری بین‌المللی

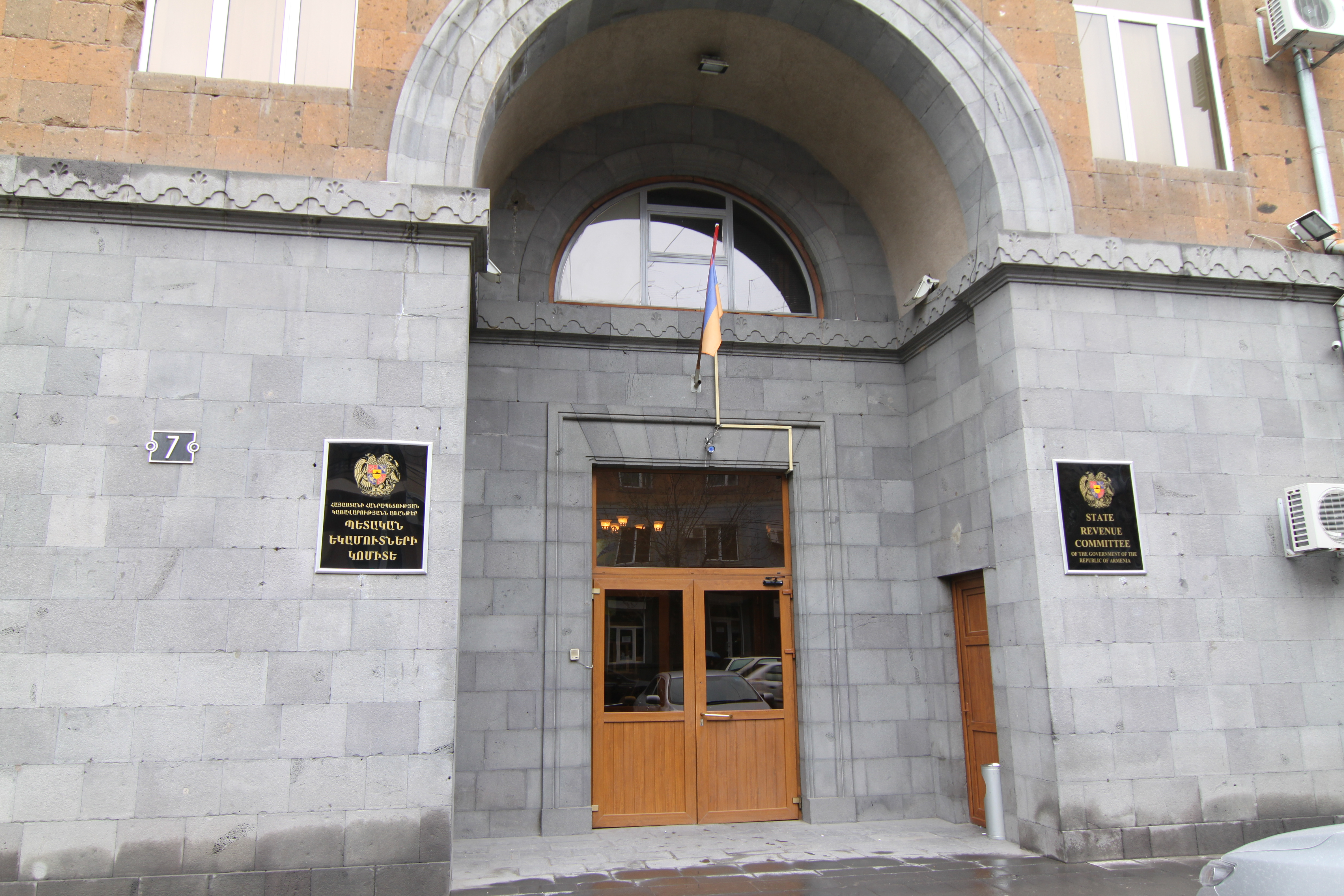
دفتر مرکزی کارگروه درآمد دولتی ارمنستان (housing both :en:Armenian Customs Service و خدمات مالیاتی ارمنستان).

رئیس سابق کارگروه درآمد دولتی، سورن آدامیان، اظهار داشت: "در زمینه اصلاحات اداره مالیات، کارگروه درآمد دولتی با صندوق بین‌المللی پول، بانک جهانی، آژانس توسعه بین‌المللی ایالات متحده و اتحادیه اروپا همکاری نزدیک دارد. ارمنستان در سال ۱۹۹۲ به عضویت کامل سازمان جهانی گمرک درآمد.
کارگروه درآمد دولتی در سال ۲۰۱۰ به سازمان درون اروپایی سازمان‌های مالیاتی پیوست. سورن آدمیان اظهار داشت: هدف ما معرفی بهترین رویه اروپایی در حوزه مدیریت مالیاتی است و با عضویت کامل در سازمان سازمان‌های مالیاتی درون اروپایی مشارکت فعالی در بحث‌های عملی مرتبط با امور مالیاتی داریم."
در اکتبر ۲۰۲۱، اعضای کمیته جلسه‌ای با نمایندگان خدمات گمرکی کوبا برگزار کردند. توسعه همکاری‌های گمرکی دوجانبه مورد بحث قرار گرفت.
در ۳ نوامبر ۲۰۲۱، روستام باداسیان، رئیس هیئت اتحادیه اروپا در ارمنستان، سفیر آندریا ویکتورین را پذیرفت. در این نشست مسائل مربوط به اجرای نوسازی نقاط گمرکی و دیجیتالی کردن فرایند گمرک در ارمنستان با حمایت اتحادیه اروپا و بانک اروپایی بازسازی و توسعه مورد بحث و بررسی قرار گرفت.

## مسئولان
- روستام باداسیان[۵]